# Луппи, Даниэль
Даниэль Луппи (итал. Daniele Luppi; род. 1972, Рим, Италия) — итальянский композитор, музыкант, аранжировщик и продюсер.

## Биография
Даниэль Луппи родился и вырос в Риме, Италия. Получил классическое музыкальное образование, учился игре на фортепиано. Сейчас живет в Лос-Анджелесе, штат Калифорния.
Он более известен своими музыкальными произведениями для кинематографа.
Также принимал участие в записи альбомов «Broken Bells» (2010) и «After the Disco» (2014) группы «Broken Bells», альбома «St Elsewhere» Gnarls Barkley в 2006 и альбома «The Getaway» группы «Red Hot Chili Peppers» в 2016 году.
В июле 2022 года стало известно, что итальянский композитор Даниэль Луппи станет композитором мультсериала Я есть Грут.